# German Open 2017 - Doppio
Henri Kontinen e John Peers erano i detentori del titolo, ma hanno scelto di non partecipare quest'anno.
In finale Ivan Dodig e Mate Pavić hanno sconfitto Pablo Cuevas e Marc López con il punteggio di 6-3, 6-4.

## Teste di serie
1. Ivan Dodig /  Mate Pavić (campioni)
2. Pablo Cuevas /  Marc López (finale)

1. Julio Peralta /  Horacio Zeballos (semifinale)
2. Marcin Matkowski /  Nenad Zimonjić (quarti di finale)

## Qualificati
1. Federico Delbonis /  Leonardo Mayer (primo turno)

## Wildcard
1. Daniel Altmaier /  Tommy Haas (primo turno)

1. Kevin Krawietz /  Tim Pütz (primo turno)

## Tabellone

### Legenda
| - Q = Qualificato - WC = Wild card - LL = Lucky loser | - ALT = Alternate - SE = Special Exempt - PR = Protected Ranking | - w/o = Walkover - r = Ritirato - d = Squalificato |

|  | Primo turno           | Primo turno                      | Primo turno              | Primo turno         | Primo turno |  |  | Quarti di finale | Quarti di finale              | Quarti di finale              | Quarti di finale              | Quarti di finale     |   |      | Semifinali | Semifinali         | Semifinali      | Semifinali       | Semifinali       |   |   | Finale | Finale | Finale | Finale | Finale |  |
|  |                       |                                  |                          |                     |             |  |  |                  |                               |                               |                               |                      |   |      |            |                    |                 |                  |                  |   |   |        |        |        |        |        |  |
|  | 1                     | I Dodig M Pavić                  | I Dodig M Pavić          | 6                   | 6           |  |  |                  |                               |                               |                               |                      |   |      |            |                    |                 |                  |                  |   |   |        |        |        |        |        |  |
|  |                       | B Paire É Roger-Vasselin         | B Paire É Roger-Vasselin | 4                   | 3           |  |  | 1                | I Dodig M Pavić               | I Dodig M Pavić               | 7                             | 6                    |   |      |            |                    |                 |                  |                  |   |   |        |        |        |        |        |  |
|  | Q                     | F Delbonis L Mayer               | F Delbonis L Mayer       | 3                   | 4           |  |  |                  | M Mirny D Nestor              | M Mirny D Nestor              | 65                            | 3                    |   |      |            |                    |                 |                  |                  |   |   |        |        |        |        |        |  |
|  |                       | M Mirny D Nestor                 | M Mirny D Nestor         | 6                   | 6           |  |  |                  |                               |                               |                               |                      |   |      | 1          | I Dodig M Pavić    | I Dodig M Pavić | 7                | 6                |   |   |        |        |        |        |        |  |
|  | 3                     | J Peralta H Zeballos             | J Peralta H Zeballos     | 6                   | 6           |  |  |                  |                               | 3                             | J Peralta H Zeballos          | J Peralta H Zeballos | 5 | 0    |            |                    |                 |                  |                  |   |   |        |        |        |        |        |  |
|  |                       | A Begemann J-L Struff            | A Begemann J-L Struff    | 2                   | 3           |  |  | 3                | J Peralta H Zeballos          | J Peralta H Zeballos          | J Peralta H Zeballos          | w/o                  |   |      |            |                    |                 |                  |                  |   |   |        |        |        |        |        |  |
|  | WC                    | K Krawietz T Pütz                | 6                        | 64                  | [4]         |  |  |                  | R Dutra Silva A Ramos Viñolas | R Dutra Silva A Ramos Viñolas | R Dutra Silva A Ramos Viñolas |                      |   |      |            |                    |                 |                  |                  |   |   |        |        |        |        |        |  |
|  |                       | R Dutra da Silva A Ramos Viñolas | 2                        | 7                   | [10]        |  |  |                  |                               |                               |                               |                      |   |      | 1          | I Dodig M Pavić    | I Dodig M Pavić | 6                | 6                |   |   |        |        |        |        |        |  |
|  | WC                    | D Altmaier T Haas                | D Altmaier T Haas        | 612                 | 64          |  |  |                  |                               |                               |                               |                      |   |      |            |                    | 2               | P Cuevas M López | P Cuevas M López | 3 | 4 |        |        |        |        |        |  |
|  |                       | J Knowle D Marrero               | J Knowle D Marrero       | 7                   | 7           |  |  |                  | J Knowle D Marrero            | J Knowle D Marrero            | 6                             | 6                    |   |      |            |                    |                 |                  |                  |   |   |        |        |        |        |        |  |
|  |                       | C Berlocq D Schwartzman          | C Berlocq D Schwartzman  | 65                  | 64          |  |  | 4                | M Matkowski N Zimonjić        | M Matkowski N Zimonjić        | 2                             | 3                    |   |      |            |                    |                 |                  |                  |   |   |        |        |        |        |        |  |
|  | 4                     | M Matkowski N Zimonjić           | M Matkowski N Zimonjić   | 7                   | 7           |  |  |                  |                               |                               |                               |                      |   |      |            | J Knowle D Marrero | 4               | 6                | [4]              |   |   |        |        |        |        |        |  |
|  | A Bedene G Simon      | A Bedene G Simon                 | 6                        | 3                   | [8]         |  |  |                  |                               | 2                             | P Cuevas M López              | 6                    | 4 | [10] |            |                    |                 |                  |                  |   |   |        |        |        |        |        |  |
|  | N Mektić A Siljeström | N Mektić A Siljeström            | 4                        | 6                   | [10]        |  |  |                  | N Mektić A Siljeström         | N Mektić A Siljeström         | 2                             | 4                    |   |      |            |                    |                 |                  |                  |   |   |        |        |        |        |        |  |
|  |                       | F Verdasco J Veselý              | F Verdasco J Veselý      | F Verdasco J Veselý |             |  |  | 2                | P Cuevas M López              | P Cuevas M López              | 6                             | 6                    |   |      |            |                    |                 |                  |                  |   |   |        |        |        |        |        |  |
|  | 2                     | P Cuevas M López                 | P Cuevas M López         | P Cuevas M López    | w/o         |  |  |                  |                               |                               |                               |                      |   |      |            |                    |                 |                  |                  |   |   |        |        |        |        |        |  |

## Qualificazione

### Teste di serie
1. Máximo González /  Serhij Stachovs'kyj (ultimo turno)

1. Leonardo Mayer /  Federico Delbonis (qualificati)

### Qualificati
1. Leonardo Mayer /  Federico Delbonis

### Tabellone qualificazioni
|  | Primo turno | Primo turno                         | Primo turno                         | Primo turno | Primo turno |  |  | Ultimo turno | Ultimo turno                        | Ultimo turno | Ultimo turno | Ultimo turno |  |
|  |             |                                     |                                     |             |             |  |  |              |                                     |              |              |              |  |
|  | 1           | Máximo González Serhij Stachovs'kyj | Máximo González Serhij Stachovs'kyj | 6           | 6           |  |  |              |                                     |              |              |              |  |
|  | WC          | Rudolf Molleker Louis Wessels       | Rudolf Molleker Louis Wessels       | 2           | 2           |  |  | 1            | Máximo González Serhij Stachovs'kyj | 7            | 3            | [8]          |  |
|  |             | Ariel Behar Dmitrij Tursunov        | Ariel Behar Dmitrij Tursunov        | 5           | 4           |  |  | 2            | Federico Delbonis Leonardo Mayer    | 67           | 6            | [10]         |  |
|  | 2           | Federico Delbonis Leonardo Mayer    | Federico Delbonis Leonardo Mayer    | 7           | 6           |  |  |              |                                     |              |              |              |  |